# Oreogrammitis uapensis
Oreogrammitis uapensis är en stensöteväxtart som först beskrevs av E. D. Brown, och fick sitt nu gällande namn av Barbara S. Parris. Oreogrammitis uapensis ingår i släktet Oreogrammitis och familjen Polypodiaceae. Inga underarter finns listade.